# Операция «Литой свинец»
Операция «Лито́й свине́ц» (ивр. מבצע עופרת יצוקה‎, Мивца Оферет Ецука) — кодовое название израильской военной операции в секторе Газа, начавшейся 27 декабря 2008 года. Цель операции — уничтожение военной инфраструктуры правящего в Газе исламского радикального движения ХАМАС, признанного рядом стран террористическим и запрещённого в Иордании, и предотвращение ракетных обстрелов территории Израиля.
Этот конфликт известен также как война в Газе, а в арабских странах, из-за высокого количества убитых палестинцев, — как бойня в Газе.

## Предпосылки

### Окончание перемирия
19 декабря 2008 года истёк срок полугодового перемирия между Израилем и находящейся у власти в Газе группировкой ХАМАС. Перемирие было достигнуто при посредничестве шефа египетской службы разведки генерала Омара Сулеймана и вступило в силу 19 июня 2008 года.
Соглашение базировалось на устных договорённостях и предусматривало прекращение обеими сторонами огня в секторе Газа. ХАМАС взял на себя обязательства по обеспечению выполнения Соглашения другими группировками, не заявившими о своей оппозиции Соглашению. Предполагалось, что прекращение огня приведёт к открытию переходов между Израилем и сектором Газа, инициированию переговоров по освобождению Гилада Шалита и к обсуждению вопроса об открытии КПП Рафиах между сектором Газа и Египтом.

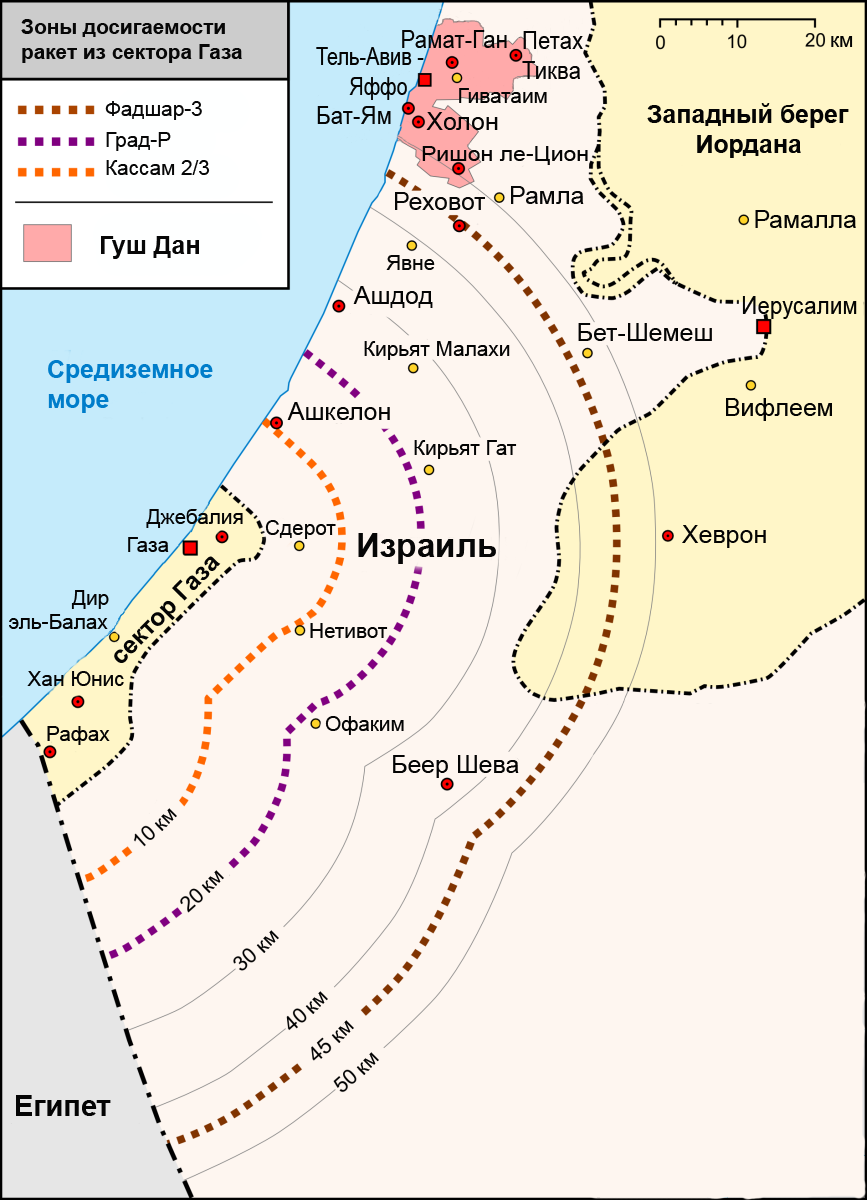
Зоны досягаемости при ракетных обстрелах территории Израиля из сектора Газа

На момент заключения перемирия, только в 2008 году, по Израилю было выпущено 1007 ракет (без учёта миномётных обстрелов), четыре человека было убито (двое — в результате миномётных обстрелов), 66 человек было ранено. За тот же период в результате ответных операций ЦАХАЛ в секторе Газа погибли десятки палестинцев.
Уже в конце июня перемирие начало нарушаться. Согласно отчёту Голдстона, 23 июня израильские пограничники открыли огонь по группе палестинцев, собирающих хворост у границы, и ранили одного человека, а из центра сектора Газа была обстреляна территория Израиля (один миномётный снаряд разорвался возле КПП Нахал Оз, второй — в Негеве).
Обстрелы Израиля из сектора Газа продолжались. 24 июня 2008 года четыре «Касама» разорвались на территории Израиля, четыре человека было ранено. Обстрелы провели боевики группировки Исламский Джихад, согласно их заявлению — в ответ на рейд ЦАХАЛа против боевиков группировки на Западном Берегу, повлёкший гибель одного боевика. Представитель ХАМАС заявил, что обстрелы «вызваны израильской провокацией», но что группировка «заинтересована в затишье».
Согласно отчёту израильского Информационного центра изучения терроризма, в период с 19 июля до 4 ноября перемирие нарушалось спорадическими обстрелами ракетами, из миномётов и лёгкого огнестрельного оружия, в некоторых случаях в качестве вызова ХАМАС, не подконтрольными или враждебными ему террористическими группировками (главным образом Аль-Каида, Бригады мучеников Аль-Аксы и др.).
За этот период по Израилю было выпущено 20 ракет и 18 миномётных снарядов (часть из них разорвалась на территории Газы).
При этом ХАМАС заявлял, что эти организации имеют право обстреливать Израиль в ответ на действия ЦАХАЛа в Иудее и Самарии, где они, по заявлениям Израиля, продолжали попытки совершения терактов.
В отчёте также отмечается, что ХАМАС и другие палестинские группировки использовали перемирие, чтобы продолжить обучение боевиков и создание материальной базы для производства ракет. Утверждается, что огромное количество оружия было ввезено через подземные тоннели.
Постоянные нарушения «нормализации» со стороны палестинских групп, не подконтрольных или враждебных группировке ХАМАС, действующих в секторе Газа, стали причиной выработки израильской политики реакции, выражающейся в периодическом закрытии пограничных пунктов на короткие промежутки времени (от нескольких часов и до одного-двух дней). Так 11 августа, после того, как ракета упала рядом с детским садом в Сдероте, министр обороны Эхуд Барак приказал перекрыть КПП на границе с Газой.
Вместе с тем Израиль воздерживался от проведения силовых операций в ответ на нарушения процесса «нормализации» не подконтрольными ХАМАС группировками, несмотря на мнение тех, кто считал такую реакцию необходимой.
Срыв перемирия
4 ноября 2008 года Израиль провёл военную операцию в секторе Газа, после того как, согласно заявлениям его военного и политического руководства, получил информацию о том, что террористы заканчивают строительство туннеля возле линии заградительных сооружений. Согласно этой информации, если бы подземная магистраль не была вовремя обнаружена и взорвана, ХАМАС мог бы совершить ещё одно похищение или крупную диверсию. Вход в туннель находился в доме в 245 метрах от центрального участка границы сектора с Израилем, напротив лагеря беженцев Дир Эль-Балах. Первоначальная информация о туннеле была получена от палестинца, пытавшегося некоторое время назад совершить теракт.
Согласно отчёту ЦАХАЛа, в ходе операции, во время блокирования дома, боевики «Бригад Изз ад-Дин аль-Кассам» (ХАМАС) взорвали здание и открыли интенсивный огонь по израильским солдатам. Ответным огнём были ранены несколько боевиков, ещё один был убит. Позднее туннель был взорван. В ходе операции боевики открыли по солдатам миномётный огонь из лагеря беженцев Эль-Бурейдж. 6 солдат ЦАХАЛа получили ранения (2 средней степени тяжести, 4 — лёгкие). В результате операции 7 боевиков были убиты, 4 солдат ЦАХАЛа было ранено.
В ответ, ссылаясь на нарушение перемирия Израилем, ХАМАС вновь начал обстрелы израильской территории практически в том же объёме, что и до начала перемирия.
При этом представитель ЦАХАЛа заявил, что операция не является нарушением договорённостей о прекращении огня, так как устное соглашение предусматривало возможность превентивных действий ЦАХАЛа в случае непосредственной угрозы безопасности израильтян. Перед проведением операции в израильских СМИ публиковалась информация о намерениях боевиков ХАМАС осуществить новое похищение израильтян. В ходе учений, проводимых на территории Газы и Синайского полуострова, боевики «Бригад Изз ад-Дин аль-Кассам» не раз отрабатывали похищение израильских военных. Иногда на подобные учения они даже приглашали иностранных журналистов.
ХАМАС в свою очередь обвинил Израиль в стремлении сорвать своими действиями переговоры между ХАМАС и ФАТХом, проведение которых было намечено в Каире в первой половине ноября.
В последующем вплоть до начала операции палестинские группировки проводили ежедневные обстрелы Израиля, которые приводили к ранениям израильтян и разрушениям. 26 декабря отклонившейся от курса палестинской ракетой было убито 2 девочки в Газе.
Израиль наносил по сектору ограниченные авиаудары, в ходе которых гибли боевики и гражданские лица, так 2 декабря израильскими ракетами было убито 2 ребёнка в Рафиахе .
Решение правительства Израиля о начале операции
Ещё до наступления срока окончания перемирия Израиль неоднократно заявлял о готовности продлить прекращение огня, однако ХАМАС, вопреки многочисленным призывам со стороны многих стран, объявил о прекращении затишья, обвинив Израиль в нарушении его условий. После рейда израильских войск на территорию сектора 4 ноября 2008 года ХАМАС снова начал обстрелы территории Израиля. До начала операции «Литой свинец» по территории Израиля были выпущены 191 ракета и 138 миномётных снарядов. Впервые были использованы, предположительно ввезённые за время перемирия, 122 мм ракеты «Град» и 120 мм миномёты.
ХАМАС объявил, что вынудит Израиль согласиться на прекращение огня на своих условиях. Для продолжения перемирия группировка требовала полного снятия блокады сектора Газа, обязательства Израиля полностью прекратить военные операции в секторе Газа, а также распространения перемирия на территорию Западного Берега. 

15 ноября пресс-секретарь ХАМАС Фаузи Бархум заявил, что его организация жёстко ответит на любое вторжение ЦАХАЛа в сектор Газа: «Израильтяне не способны ценить мир и не успокоятся, пока не прольётся большая кровь», — сказал Бархум. Он также сказал, что «ХАМАС будет сражаться с сионистским режимом до полного его (режима) уничтожения».
17 декабря ВВС Израиля нанесли удар по цели на севере сектора Газа, откуда вёлся ракетный огонь по израильской территории. В результате был убит палестинец.
Решение о начале широкомасштабной операции было принято правительством Израиля после того, как десятки неуправляемых ракет «Кассам» и «Град», выпущенных из сектора Газа после окончания перемирия, обрушились на израильские города. Только за 24 декабря из сектора Газа было выпущено более 60 ракет и миномётных мин.
Предупреждение премьер-министра Израиля Эхуда Ольмерта, выступившего 25 декабря в эфире телеканала «Аль-Арабия», не было воспринято ХАМАС всерьёз.

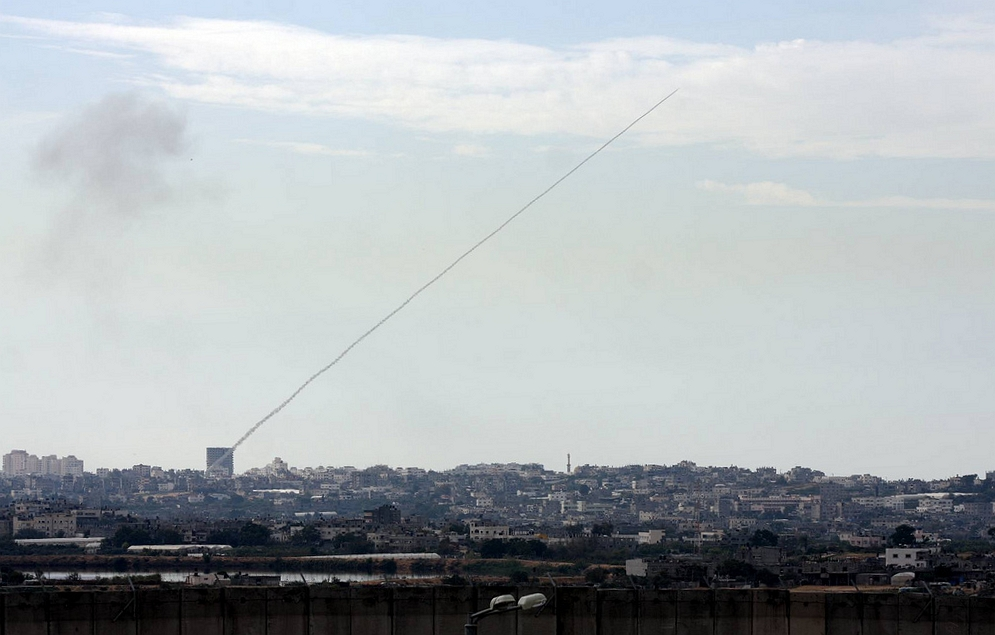
Ракета, запущенная по территории Израиля из сектора Газа

|          | число ракет | убито | ранено |
| -------- | ----------- | ----- | ------ |
| январь   | 208         |       | 6      |
| февраль  | 260         | 1     | 28     |
| март     | 216         |       | 18     |
| апрель   | 152         |       | 2      |
| май      | 121         | 2     | 34     |
| июнь     | 73          | 1     | 14     |
| июль     | 4           |       |        |
| август   | 7           |       |        |
| сентябрь | 2           |       |        |
| октябрь  | 3           |       |        |
| ноябрь   | 105         |       | 10     |
| декабрь  | 338         | 4     | 50     |
| январь   | 456         |       | 39     |
| всего    | 1945        | 8     | 201    |

### Обстрелы территории Израиля

Обстрелы территории Израиля за 2008 год.
Относительное «затишье» во втором полугодии, по сравнению с первым, и резкая эскалация после окончания перемирия

На протяжении многих лет значительная часть юга Израиля подвергается миномётному и ракетному обстрелу из сектора Газа. Сегодня в зоне досягаемости ракет проживает около одного миллиона израильтян.
Во втором полугодии 2008, вследствие перемирия, ракетные обстрелы были практически прекращены.
Ситуация обострилась 4 ноября 2008 года возобновлением массированных ракетных и миномётных обстрелов Израиля. В связи с этим Израиль закрыл все КПП на границе с анклавом, делая исключения лишь для небольших партий гуманитарных грузов и минимальных поставок топлива для электростанции в Газе.

### Политические предпосылки в Израиле
Согласно данным The Washington Post, атака на сектор Газа была политически просчитанным ходом, целью которого являлось получение поддержки у населения Израиля в преддверии выборов, которые состоялись 10 февраля 2009 года. Указывается, что выгоду от такого хода событий могли получить министр обороны Эхуд Барак, действующий премьер-министр Эхуд Ольмерт и министр иностранных дел Ципи Ливни. Ципи Ливни и Эхуд Барак имели неудачный опыт переговоров с палестинцами и, по мнению корреспондента, сделали ставку на военную операцию для получения благосклонности израильтян. Политолог Иегуда Бен Меир полагает, что решение было принято не из-за предстоящих выборов, а скорее вопреки им, поскольку оценить потенциальный эффект было крайне сложно.
2 января 2009 года газетой «Маарив» были опубликованы данные опроса общественного мнения по поводу операции «Литой свинец»:
- 93,1 % населения Израиля поддержали операцию «Литой свинец». 3,9 % респондентов выступили с осуждением операции.
- 41,8 % респондентов высказали уверенность, что правительство должно начать наземную операцию, 39,6 % полагали, что следует ограничиться продолжением воздушных атак, а 9,3 % думали, что цели операции достигнуты и можно подписывать соглашение о перемирии.
- 77,3 % считали, что соглашение о прекращении огня должно включать в себя требование об освобождении Гилада Шалита.

## Силы сторон и подготовка к боевым действиям
- В общей сложности около 10 000 солдат[2]. Операция готовилась полтора года, о чём заявил официальный представитель ЦАХАЛа бригадный генерал Ави Бнаяху.[61] На одной из баз был построен уменьшенный макет Газы под названием «Огненный город».[62]
- По оценкам военных специалистов, на момент начала операции в составе вооружённых сил ХАМАС насчитывалось около 20 тысяч человек.[63] Вооружёнными силами ХАМАС командовал Ахмед Джабари, разделивший сектор на три округа: северным командовал Ахмед Рандур, центральным — Айман Нуфаль, южным — Мухаммед Абу-Шималах. Военным комендантом города Газы был назначен Раад Саад, в Хан-Юнисе командовал Мухаммед Синвар.

Высокопоставленный военный источник сказал в интервью газете «Маарив», что последние месяцы перед операцией ХАМАС занимался минированием территории и увеличил объёмы боеприпасов, поступающих по подземным тоннелям.
Решение о начале широкой военной операции против ХАМАС в секторе Газа было принято кабинетом министров Израиля ещё 21 декабря. 24 декабря 11 министров, входящих в кабинет по вопросам политики и безопасности, единогласно одобрили это решение. После заседания кабинета министр обороны Эхуд Барак распорядился открыть КПП и пропустить в сектор Газа более сотни грузовиков с продовольствием и гуманитарной помощью. Прессе было сообщено о том, что на воскресенье, 28 декабря, запланированы дополнительные совещания правительства по ситуации в секторе Газа и не исключается возвращение к переговорам о перемирии.
26 декабря на совещании Ольмерта, Барака и Ливни в иерусалимском доме премьер-министра было принято окончательное решение о немедленном начале военной операции.
27 декабря 2008 года премьер-министр Израиля Эхуд Ольмерт в эфире телеканала «Аль-Арабия» предупредил ХАМАС о том, что Израиль примет меры в случае продолжения ракетных обстрелов и «не будет сдерживаться в применении силы».
Министр иностранных дел Израиля Ципи Ливни выступила после начала операции с телеобращением на английском языке, в котором заявила, что операция в Газе направлена против исламских экстремистов, которые не оставили другого выбора израильтянам.
Оппозиционные партии, за исключением партий МЕРЕЦ, ХАДАШ и арабских партий, поддержали позицию правительства в применении силы для удара по Хамас.

## Ход операции

### Бомбардировки сектора Газа

#### С 27 по 31 декабря 2008 года

Столб дыма над Газой после израильского авиаудара. 29 декабря 2008 г.

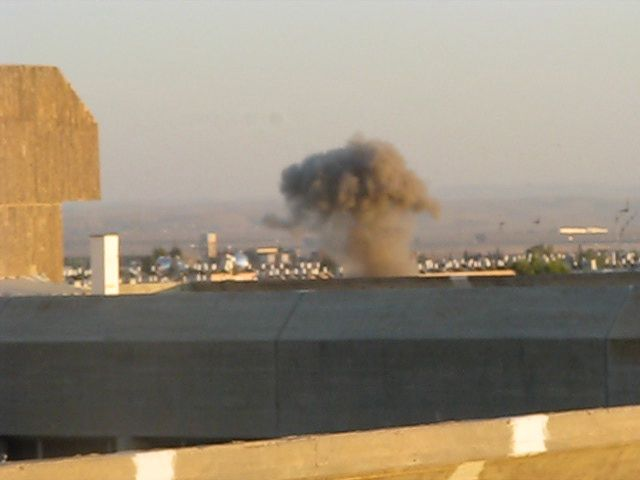
Взрыв ракеты ХАМАС в израильском городе Беэр-Шева

В субботу 27 декабря в 11 часов 30 минут местного времени был нанесён первый удар ВВС Израиля по инфраструктуре ХАМАС в секторе Газа. В воздушном ударе участвовало более 12 истребителей-бомбардировщиков F-16 и боевых вертолётов AH-64. Через полчаса последовал второй налёт с участием 30 боевых самолётов и вертолётов. Всего в первый день операции было атаковано более 170 целей в секторе Газа.
Израильская атака практически застала ХАМАС врасплох. Эффект неожиданности был достигнут благодаря целенаправленной кампании дезинформации, успешно проведённой израильским правительством и военными. Потеряв бдительность, руководство ХАМАС вышло из подполья и вернулось к обычному образу жизни. В результате в разбомбленных зданиях и тренировочных лагерях хамасовских боевиков в субботу днём было многолюдно.
Согласно сообщению агентства Рейтер, за первый день операции 229 палестинцев было убито и 700 ранено. Среди убитых были гражданские лица и дети. Правозащитная организация Международная амнистия обвиняла Израиль в том, что авиаудары были совершены как раз в то время, когда дети находились по пути из школы.
К ночи на 28 декабря танки израильской армии начали сосредоточение на границе Газы, а израильская авиация продолжала наносить удары по объектам ХАМАС. Стало известно, что в ходе налётов было уничтожено здание, в котором располагался телеканал «Аль Акса», принадлежащий ХАМАС, а также мечеть в Газе, использовавшаяся как склад боеприпасов. Кроме того были атакованы ряд административных объектов города и тренировочных лагерей ХАМАС.
Глава ХАМАС Халед Машаль пообещал, что палестинцы ответят Израилю за авиаудары, и предсказал, что арабо-израильский конфликт скоро закончится смертью «сионистского врага».
28 декабря правительство Израиля приняло решение о частичной мобилизации.
В этот же день при попытке прорваться в Египет из сектора Газа боевики ХАМАС застрелили египетского офицера. Египет усилил охрану границы, но пропустил в Синай 30 раненых.
В ночь на 29 декабря ВВС Израиля подвергли бомбардировкам около 20 целей в секторе Газа, в том числе Исламский университет в секторе Газа, здание министерства внутренних дел, 2 мечети и городскую больницу. В ночь на 30 декабря Израиль нанёс около 40 авиаударов по сектору Газа. Бомбардировке подверглись здания, где размещались службы безопасности движения ХАМАС, а также министерства обороны, иностранных дел и финансов, рабочий кабинет экс-премьера Исмаила Хание и комплекс Исламского университета Газы, где располагалась главная мастерская по сборке взрывных устройств.
30 декабря правительство Израиля приняло решение мобилизовать ещё 2500 резервистов и отклонить предложение Франции о 48-часовом перемирии.
С начала операции и по 31 декабря включительно израильские самолёты выполнили более 500 боевых вылетов, вертолёты — более 700 вылетов.
За 27—31 декабря из сектора Газа по территории Израиля было выпущено около 340 ракет и миномётных снарядов. При обстрелах погибло 4 израильтянина, в том числе 3 гражданских и 1 военнослужащий, десятки израильтян получили ранения.

#### С 1 по 3 января 2009 года
Утром 1 января ВВС Израиля атаковали не менее 10 целей сектора Газа, в том числе: здание т. н. министерства просвещения, здание министерства транспорта правительства ХАМАС, дом боевика «бригад Изз ад-Дин аль-Кассам» в Рафиахе, мастерскую по производству оружия в Рафиахе. Днём ВВС Израиля атаковали 3 цели в секторе Газа. В ходе бомбардировок погиб Низар Райан — третье лицо в организации ХАМАС. Удар был нанесён по его дому в Джабалии. Вместе с ним погибли четыре его жены и девять из двенадцати детей. По территории Израиля за день со стороны сектора Газа было выпущено около 50 ракет.
2 января бомбардировке подверглись дома двух лидеров ХАМАС: Мухаммада Маатука в лагере беженцев Джебалия в северной части Газы и Имада Иакаля в центральной части Газы. Оба дома, по утверждению израильской стороны, служили также складом боеприпасов. При атаке никто не пострадал — жители были предупреждены заранее Израилем. В 11:30 был уничтожен дом Атафа Радуана, бывшего министра по делам заключённых в правительстве ХАМАС. ВВС Израиля нанесли удар по дому Мухаммада Мадуна, который, по информации NEWSru.com, несёт ответственность за ракетные обстрелы Израиля. В результате авиаудара два человека убиты, пятеро получили ранения, о судьбе самого Мадуна информации нет. Израильская авиация также нанесла удары по 15 гражданским объектам города, среди которых мечеть, в которой, по утверждениям израильтян, был склад с оружием. В ночь со 2 на 3 января было нанесено около 25 точечных авиаударов, в результате уничтожено два командира боевиков ХАМАС.
Перед началом сухопутной операции Израиль разрешил примерно 400 иностранным гражданам, проживающим в Газе, покинуть зону военных действий. Из этих граждан 180 — выходцы из России и стран СНГ. Утром 3 января самолёты МЧС России Ил-62 и Як-42 доставили в Москву 178 граждан стран СНГ, эвакуированных из зоны конфликта.

### Сухопутная операция
3 января в 18:31 (UTC) Израиль начал вторую (наземную) фазу операции «Литой свинец». Ей сопутствовал артобстрел северной части Газы, откуда, по израильским данным, боевики ХАМАС вели ракетные обстрелы. Операцией командовал командир дивизии Газа бригадный генерал Эяль Айзенберг.
После артподготовки три бригадные группы на основе двух пехотных бригад Голани и Гивати и десантной бригады в сопровождении танковых и инженерных подразделений начали наступление в северной части сектора в направлении Бейт-Ханун, Бейт-Лахия и Джебалия. Четвёртая бригадная группа на основе 401-й бронетанковой бригады с пехотной и инженерной поддержкой нанесла удар в направлении Карни—Нецарим, рассекая сектор на две части. 4 января с моря в районе Рафиаха высадился израильский десант.
Развивая наступление, израильские войска вышли к восточной границе сектора Газа до побережья Средиземного моря, разделив анклав пополам, а затем к утру следующего дня на три части: севернее города Газа в направлении Бейт Ханун — Карни-Нецарим и южнее — в районе Хан-Юнис ЦАХАЛ продвигался по территории сектора относительно медленно. Помимо танков и самоходных артустановок, в ход активно шли армейские тяжёлые бульдозеры, зачищая районы базирования боевиков и уничтожая склады оружия. Лидеры ХАМАС укрылись в бункерах.
Со своей стороны боевики ХАМАС продолжали ракетные обстрелы территории Израиля. В пригородах Газы, Бейт-Хануна и других населённых пунктов они оказали вооружённое сопротивление ЦАХАЛ. В ответ ВВС Израиля, продолжая подавлять огневые точки, наносили удары по местам, откуда, по мнению генштаба армии Израиля, могли выпускаться ракеты. В гуманитарных целях ЦАХАЛ объявил с 7 января о ежедневном прекращении огня в Газе с 13:00 до 16:00. ХАМАС прекращение огня игнорировал и продолжал обстрелы в том числе и в эти часы.
Помимо Газы, израильские части сконцентрировались на севере страны близ ливанской границы, откуда могли последовать ракетные обстрелы со стороны Хезболлы. Утром 8 января четыре реактивных снаряда типа «Град» были запущены с территории Ливана. Ни Израиль, ни Хезболла не были заинтересованы в очередной эскалации конфликта, особенно после войны 2006 года, потому ЦАХАЛ открыл ответный артиллерийский огонь по пусковым установкам противника. Провокацию осуществила действующая в Ливане палестинская террористическая организация «Генеральный штаб Народного фронта освобождения Палестины». На следующий день Совет безопасности ООН принял на открытом заседании резолюцию с требованием о прекращении огня в секторе Газа, которая была отвергнута как Израилем, так и ХАМАС.
10 января израильская армия начала медленное наступление вглубь города Газа и окружающих его крупных пригородов. При поддержке танков и артиллерии ЦАХАЛ продвигался к центру города, ведя бои с боевиками ХАМАС. Поступали сведения об упорных боях на южных и восточных окраинах города Газа, в кварталах Шейх Аджлин, эль-Хава, Зейтун и эль-Туфа. Также происходили вооружённые столкновения на севере анклава — в Бейт Лахия и Джебалии, а также на юге — в районе Хан-Юнис.
На состоявшемся в ночь на 17 января экстренном заседании Генеральная ассамблея ООН приняла резолюцию с требованием немедленного прекращения огня в секторе Газа. Вечером того же дня кабинет министров Израиля проголосовал за прекращение огня в секторе Газа. На следующий день о желании прекратить огонь объявили ХАМАС и другие палестинские группировки, что стало окончанием военной операции в секторе Газа. К 20 января из сектора Газа были выведены последние воинские подразделения ЦАХАЛ, однако в течение первых пяти дней с момента окончания операции боевики ХАМАС продолжали огонь по территории Израиля, хотя и не с такой силой, как прежде.

## Итог
Большинство намеченных Израилем целей было достигнуто, но обстрелы территории страны со стороны Газы всё же прекратить не удалось. Однако их интенсивность снизилась. Мировое сообщество по большей мере негативно отнеслось к операции, что выразилось в огромном количестве массовых антиизраильских демонстраций по всему миру. ХАМАС и другие радикальные палестинские организации заявили о немедленном прекращении огня при условии вывода израильских войск из сектора в течение недели. Израиль сохранил за собой право отвечать на ракетные обстрелы. Операция вновь привлекла внимание мировой общественности к палестино-израильскому конфликту. В результате неё многие страны заняли принципиальную позицию по отношению к Израилю и ситуации на Ближнем Востоке. Ряд стран обещали Израилю свою помощь в предотвращении повторного вооружения ХАМАС и достижении мира на Ближнем Востоке, но в то же время многие компании и организации разорвали отношения с Израилем и частными израильскими партнёрами. Некоторые государства ужесточили свою политику в отношении Израиля, а часть их и вовсе прекратила с ним дипломатические отношения.

## Оценка хода боевых действий и военных результатов
По оценке экспертов американской независимой корпорации RAND, ход контрпартизанских действий израильских вооружённых сил во время операции «Литой свинец» продемонстрировал значительно более высокий уровень профессионализма и подготовки личного состава, чем во время Второй ливанской войны против шиитского движения «Хезболла». В том же самом отчёте также указывается на существенный прогресс, достигнутый израильтянами во взаимодействии наземных частей и сил авиационной поддержки. Однако там же отмечается, что сравнительная успешность израильской операции была предопределена целым рядом объективных факторов, среди которых:
- острый дефицит квалифицированных людских ресурсов и современного вооружения у движения ХАМАС,
- общая компактность театра военных действий,
- характер местности в секторе Газа гораздо более удобен для проведения армейских операций, чем холмистый ландшафт южного Ливана,
- масштаб операции «Литой свинец» был куда скромнее, чем заявленные цели во Второй ливанской войне, и т. д.[111]

Помимо этого, были выявлены некоторые серьёзные недостатки организационной структуры израильских вооружённых сил, которые во многом продолжают полагаться на резервистов и призывников. Ввиду этого особый скепсис вызывает возможность воссоздания для всей Армии обороны Израиля того уровня взаимодействия наземных сил и ВВС, который был достигнут во время операции «Литой свинец», ввиду банальной нехватки подготовленных профессионалов.
В ходе операции израильтянам так и не удалось прекратить постоянные обстрелы неуправляемыми ракетами своих территорий. Однако неприкрытая вовлечённость Ирана и возможное появление у боевиков ХАМАС управляемого вооружения могут перевести данную проблему обстрелов в разряд критических.
Российский военный эксперт Виниченко также усомнился в успешности операции «Литой свинец», по той причине, что в её результате было уничтожено не более 30—40 тоннелей подземного комплекса боевиков ХАМАС из 250 имеющихся (то есть около 15 %). По его мнению, ход действий продемонстрировал способность наземно-подземной оборонительной системы иррегулярных формирований эффективно противостоять наступательным действиям современных вооружённых сил, которые задействуют наземную, подземную, воздушную и космическую компоненту.

## Последствия
23 января 2009 года Египет заменил полицейские части, ведущие охрану границы с Газой, на регулярные армейские силы. Израиль и Египет ведут переговоры с целью ликвидации контрабанды на границе Египта и Газы. Достигнуто предварительное соглашение, что Египет увеличит военное присутствие на границе. Однако для этого требуется внести изменения в мирный договор между Израилем и Египтом, по которому военный контингент Египта в районе Рафиаха ограничен в количестве 750 солдат. Египет предлагает увеличить этот контингент в 3 раза для обеспечения круглосуточного патрулирования всей границы.
15 марта 2009 года Еврейский университет в Иерусалиме опубликовал результаты исследования, согласно которому две трети израильтян считают, что Израиль прекратил операцию «Литой свинец» слишком рано. Палестинские арабы в Иудее, Самарии и Газе полагают, что палестинское государство вряд ли станет реальностью в ближайшем будущем, но большинство выступают за подписание соглашения о прекращении огня между Израилем и ХАМАС.
15 сентября 2009 года комиссия ООН по войне в Газе под руководством Р. Голдстоуна пришла к заключению, что ряд действий обеих сторон в ходе операции имеют все признаки военных преступлений согласно Женевской конвенции и другим международным соглашениям. Израиль с комиссией не сотрудничал. (В 2011 году Р. Голдстоун опубликовал в газете Washington Post статью, в которой признался, что после публикации властями Израиля множества документов, по-иному освещающих события операции, выводы его комиссии могли бы быть другими.)
16 октября 2009 года Совет ООН по правам человека рассмотрел доклад комиссии и решил передать его на рассмотрение Генеральной ассамблеи ООН. 6 ноября ГА ООН одобрила доклад большинством голосов и передала его на рассмотрение Совета безопасности ООН, которое должно было состояться в течение 3 месяцев. Эти решения вызвали крайне негативную реакцию со стороны официального Израиля.
В отчёте, опубликованном в конце 2009 года, израильская служба безопасности Шабак отметила, что после операции «Литой свинец» террористическая активность в Израиле существенно снизилась. Зафиксирован рост темпов контрабанды оружия в Газу.

## Обвинения в военных преступлениях

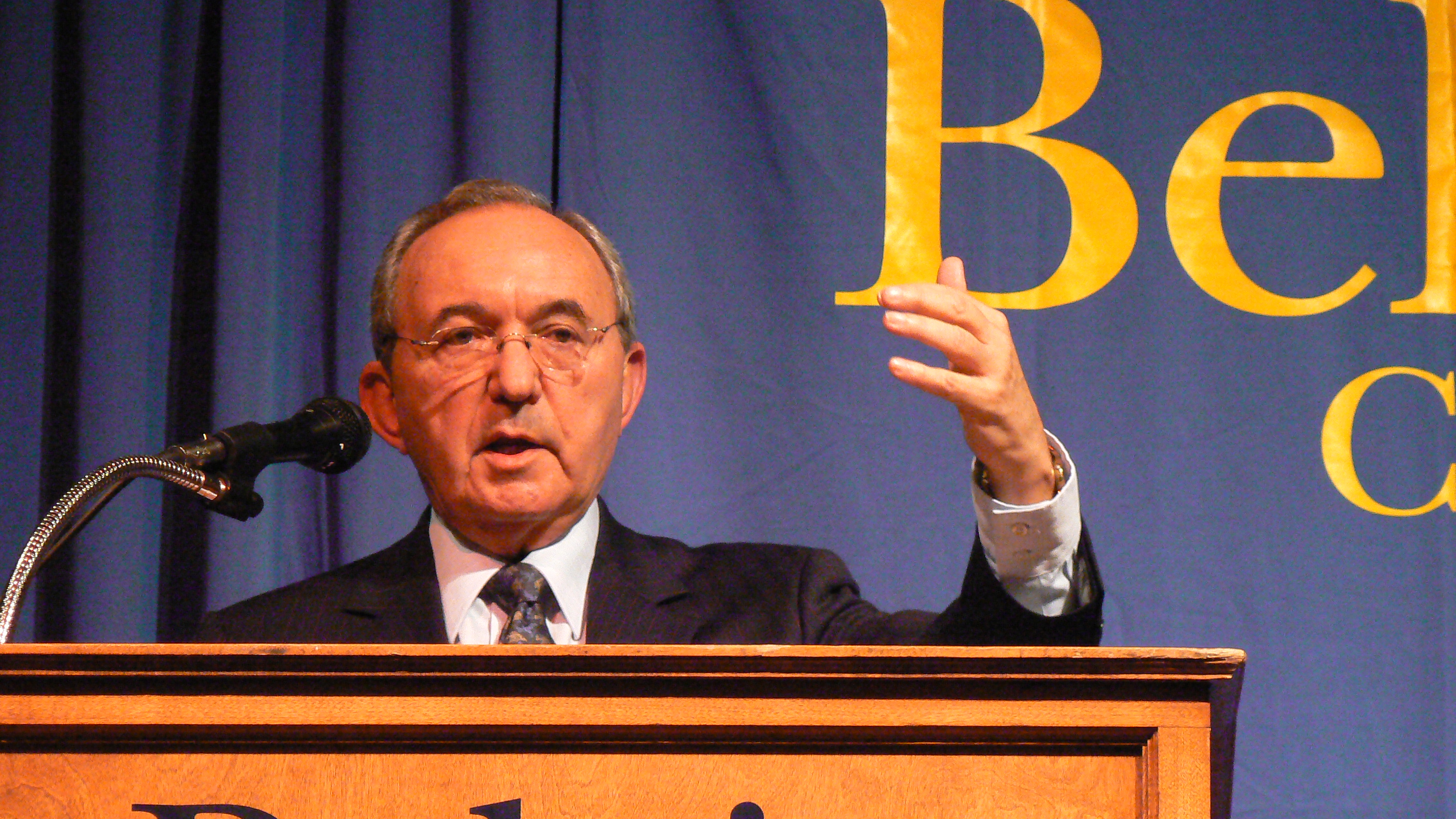
Глава Миссии ООН по установлению фактов в связи с конфликтом в Газе Ричард Голдстоун

Как во время, так и после окончания конфликта обе его стороны неоднократно обвинялись в действиях, часть из которых, согласно Женевской конвенции, квалифицируются как военные преступления. Эти обвинения были высказаны комиссией Совета по правам человека ООН, правозащитными организациями «Международная амнистия» и «Human Rights Watch» и средствами массовой информации.
Израиль обвиняют (в том числе ХАМАС и палестинцы) в следующих действиях:
- Обстрелы жилых кварталов и мирных граждан[120][121].
- Использование палестинского населения в качестве живых щитов[120][122][123].
- Убийство мирного населения с помощью ракет с беспилотных летающих аппаратов, оснащённых современной оптикой[124][125].
- Намеренное и бессмысленное разрушение зданий и десятков промышленных и общественных объектов в секторе Газа сухопутными силами[120][126][127].
- Обстрелы медицинских учреждений, неоказание медицинской помощи раненым противникам[120][128][129].
- Использование разрешённого оружия с наличием белого фосфора в густонаселённой местности[130][131][132].
- Обстрелы объектов ООН (школ, больниц и др.), повлёкшие смерти гражданских лиц[133][134].

Организация ХАМАС и другие палестинские группировки обвиняются (в том числе Израилем) в следующих действиях:
- Обстрелы жилых кварталов и мирных граждан Израиля[120][121][135].
- Использование палестинского населения в качестве живых щитов[136].
- Ведение огня из школ, больниц и густонаселённых районов[137][138][139].
- Террористические методы ведения войны[121][140].
- Использование медицинских учреждений и машин скорой помощи в военных целях[141].
- Использование объектов ООН для запуска ракет и в качестве огневых точек[140][142].
- Массовые расстрелы сторонников оппозиционной организации ФАТХ[143].
- Разграбление гуманитарной помощи[144][145].

Миссия ООН по установлению фактов в связи с конфликтом в Газе под председательством Ричарда Голдстоуна, проведя расследование, заключила, что рассмотренные ею примеры действий всех сторон данного конфликта могут быть квалифицированы как военные преступления, и высказала рекомендации к сторонам конфликта.
Спустя полтора года после публикации отчёта Ричард Голдстоун заявил: «Если бы я знал тогда, что я знаю теперь, отчёт Голдстоуна был бы другим документом». Голдстоун отказался от обвинений Израиля в том, что он преднамеренно выбирал целью гражданское население, и сказал, что было ошибкой просить ХАМАС проводить расследование собственных действий.

## Потери сторон

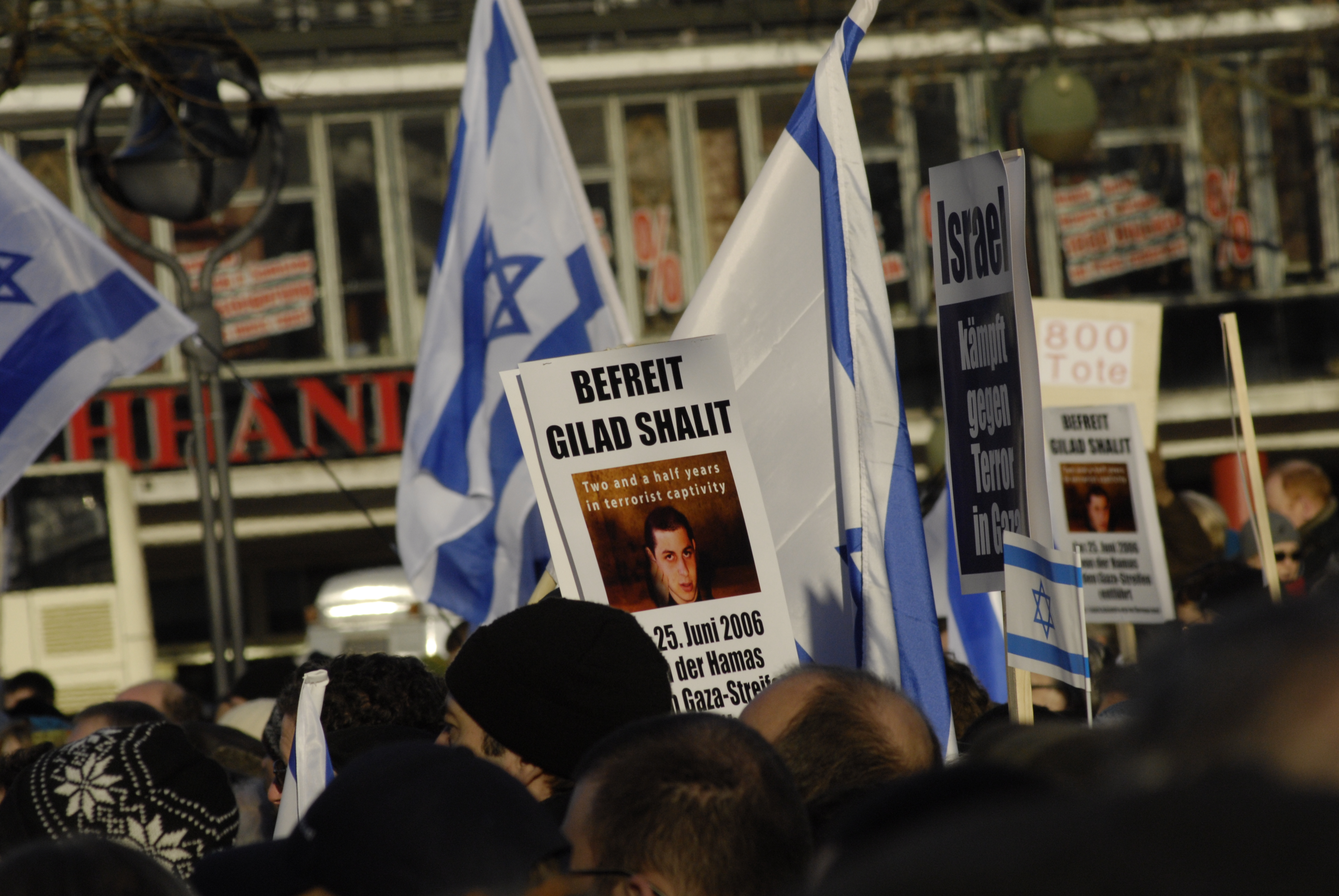
Демонстрация солидарности с Израилем в Берлине 11 января 2009 года

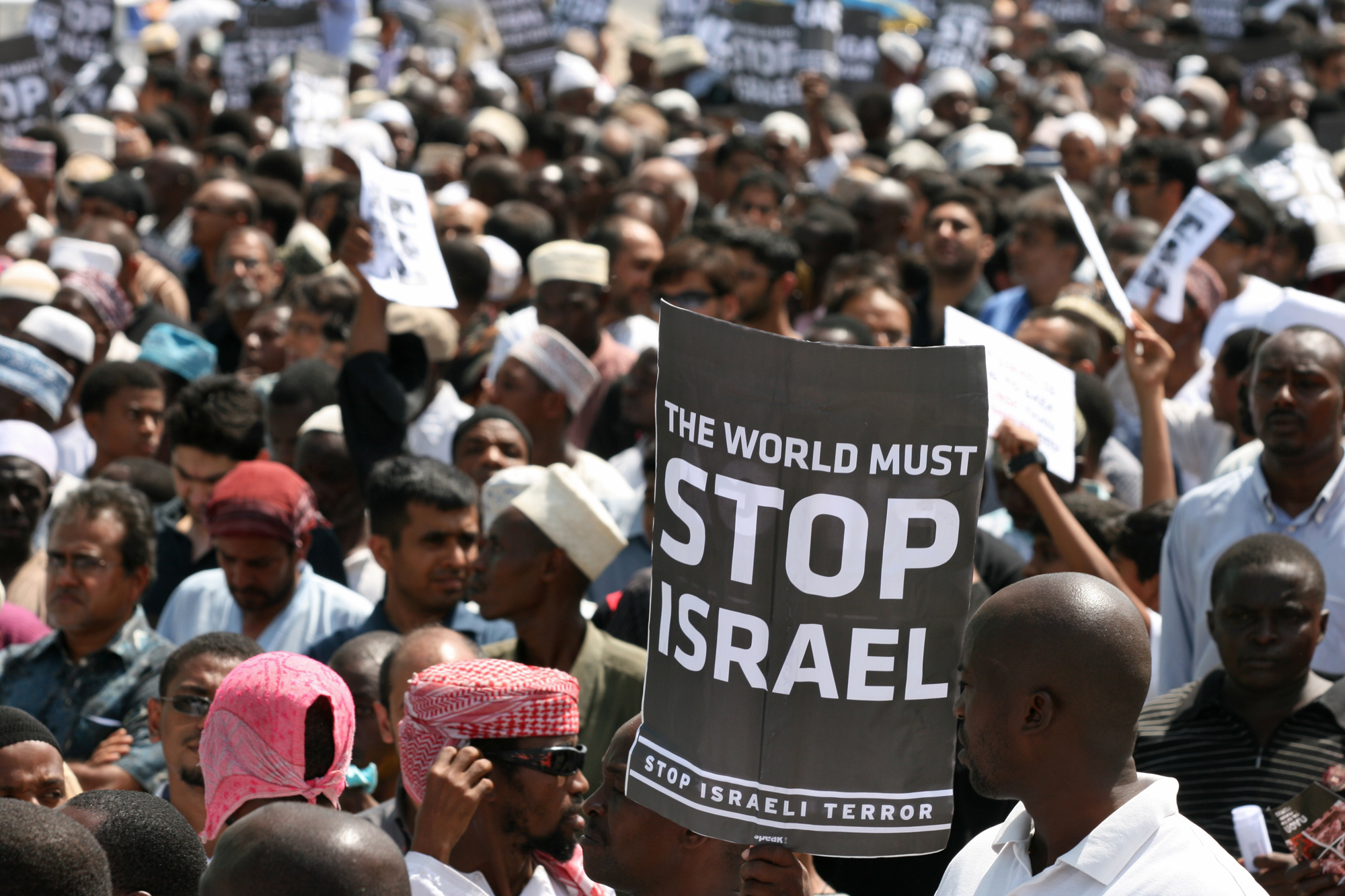
Митинг протеста против действий Израиля в секторе Газа в Танзании, 2 января 2009 года

По данным палестинского министерства здравоохранения, погибло 1314 палестинцев, в их числе 412 детей и 110 женщин, раненых — 5300 человек, из них 1855 — дети и 795 — женщины. Количество раненых оценивается от 1000 до 5450 человек.
По уточнённым на 7 апреля 2009 года данным ЦАХАЛ, общее количество убитых во время операции палестинцев — 1166 человек.
Из них более 709 — члены различных боевых формирований ХАМАС и других террористических организаций. Число погибших гражданских лиц (в том числе женщин и детей) — 295 человек. Идентифицировать принадлежность и вовлечённость в боевые действия 162 мужчин не удалось.
Газета Гардиан, ссылаясь на данные ООН, сообщала 9 января 2009 года о 250 погибших и 1080 раненых детях (около трети из числа общих потерь) с начала операции 27 декабря 2008 года, отметив, что дети составляют более половины населения сектора Газа.
В Израиле потери насчитывают 13 погибших (10 военнослужащих, 3 мирных жителя) и 518 раненых, контуженых и пострадавших от шока (336 солдат и 182 гражданских). Из числа пострадавших военнослужащих 4 погибли и десятки получили ранения различной степени тяжести в трёх различных инцидентах от «дружественного огня» израильских танков.
В число убитых входят также 6 местных сотрудников Агентства ООН по помощи беженцам в Газе UNRWA.

## Реакция мирового сообщества
Эта операция вызвала противоречивую реакцию мирового сообщества. В первые часы операции многие страны резко осудили военные действия Израиля в регионе. К традиционно голосовавшим против Израиля арабским странам (Ливия, Сирия, Ливан) и Ирану присоединились и страны, которые раньше поддерживали право Израиля на самозащиту — Иордания и Египет — они потребовали от мирового сообщества надавить на Израиль с целью заставить его прекратить операцию, правда, впоследствии Египет возложил ответственность за происходящее на ХАМАС. При этом по инициативе Иордании был проведён срочный съезд Лиги арабских государств в Каире по этому вопросу. Иорданский король Абдалла II в знак сочувствия к палестинцам лично сдал для них кровь.
По данным МИД Израиля, в ходе операции «председатель ПНА Махмуд Аббас сам звонил в Иерусалим с просьбой не прекращать операцию».
Кроме арабских стран, Израиль призвали прекратить огонь Франция, Австрия, Россия, Индонезия и Малайзия, Пакистан, Турция, Абхазия и Венесуэла. Совбез ООН также выразил недовольство действиями Израиля, однако вето США (одного из членов Совбеза) помешало принять соответствующую резолюцию. Однако СБ ООН осудил и ракетные обстрелы территории Израиля, но принять такую резолюцию ему помешала позиция Ливии, выступившей против из-за позиции Лиги арабских государств.
В то же время многие другие страны (Великобритания, Чехия, Нидерланды, Италия, Германия, США), Евросоюз выразили свою обеспокоенность конфликтом, но признали право Израиля на защиту своих граждан и призвали избегать мирных жертв. Ряд стран также призвали обе стороны к мирным переговорам.
Венесуэла, Боливия, Катар и Мавритания из-за конфликта разорвали с Израилем дипломатические отношения.

## Видео
- Вебкамеры на КПП Керем-хаШалом Архивная копия от 13 января 2009 на Wayback Machine (недоступная ссылка с 12-04-2018 [2533 дня])
- http://www.euronews.net/ru/ Архивная копия от 28 декабря 2008 на Wayback Machine (недоступная ссылка с 12-04-2018 [2533 дня])
- Канал Мин.обороны Израиля на YouTube : YouTube — idfnadesk’s Channel Архивная копия от 3 октября 2016 на Wayback Machine[уточнить]